# Classismo

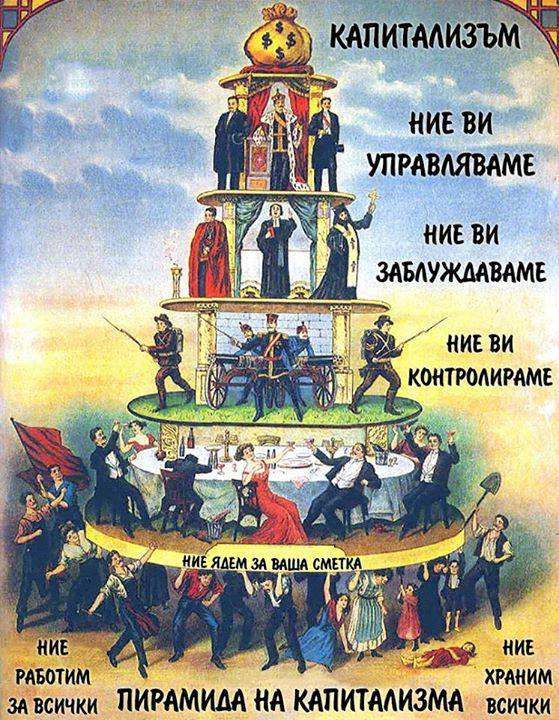
La piramide del sistema capitalistico in una illustrazione del 1911

Il classismo è il pregiudizio o la discriminazione basato sull'appartenenza o no a determinate classi sociali. Per quanto spesso il termine venga inteso come l'insieme dei comportamenti messi in atto dalla classe dominante di una determinata società per difendere il proprio status, in senso lato il classismo può essere considerato come la intransigente difesa della classe cui si appartiene, indipendentemente quindi dal fatto che tale classe sia dominante o subordinata.

## Storia
Le strutture a classi esistevano già nelle società pre-agricole, ma diventa più complessa nelle civiltà agricole che creavano un surplus di cibo. Il classismo è stato praticato fin dal XVIII secolo. A partire dal XIX secolo, la concezione marxista della società ha legato il classismo all'assunzione secondo cui, nelle società capitaliste, esistano due classi contrapposte, ossia quella dei lavoratori (in particolare, il proletariato) e quella che monopolizza il capitale, e che tale contrapposizione (definita "lotta di classe") possa risolversi con l'instaurazione della dittatura del proletariato.
La segregazione in classi veniva ottenuta attraverso tratti osservabili (come la razza o la professione) a cui venivano accordati status e privilegi diversi. I sistemi di classificazione feudale potrebbero includere classi di mercanti, servi, contadini, guerrieri, sacerdoti e nobili. Le classifiche erano tutt'altro che invarianti con la classe mercantile in Europa che superava i contadini, mentre i mercanti erano esplicitamente inferiori ai contadini durante lo shogunato Tokugawa in Giappone. Il classismo moderno, con strutture di classe meno rigide, è più difficile da identificare. In un post di un'associazione professionale, lo psicologo Thomas Fuller-Rowell afferma: "Le esperienze di discriminazione [di classe] sono spesso sottili piuttosto che palesi, e la ragione esatta del trattamento ingiusto spesso non è chiara alla vittima".

## Intersezioni con altri sistemi di oppressione
Le disuguaglianze socioeconomiche, razziali/etniche e di genere nei risultati accademici sono state ampiamente segnalate negli Stati Uniti, ma non è ben compreso il modo in cui questi tre assi di disuguaglianza si intersecano per determinare i risultati accademici e non accademici tra i bambini in età scolare.

## Classismo istituzionale versus classismo personale
Il termine classismo può riferirsi al pregiudizio personale contro le classi inferiori così come al classismo istituzionale, proprio come il termine razzismo può riferirsi strettamente al pregiudizio personale o al razzismo istituzionale. Quest'ultimo è stato definito come "i modi in cui il classismo conscio o inconscio si manifesta nelle varie istituzioni della nostra società".
Come nel caso delle classi sociali, la differenza di status sociale tra le persone determina il modo in cui si comportano l’uno verso l’altro e i pregiudizi che probabilmente nutrono l’uno verso l’altro. Le persone di status più elevato generalmente non si mescolano con persone di status inferiore e spesso sono in grado di controllare le attività di altre persone influenzando le leggi e gli standard sociali.
Il termine "interpersonale" è talvolta usato al posto di "personale" come in "classismo istituzionale (contro) classismo interpersonale" e termini come "atteggiamento" o "attitudinale" possono sostituire "interpersonale" in quanto contrastante con il classismo istituzionale come nella definizione di classismo dell'Association of Magazine Media come "qualsiasi atteggiamento o pratica istituzionale che subordina le persone a causa del reddito, dell'occupazione, dell'istruzione e/o della loro condizione economica".
Il classismo è talvolta suddiviso anche in più di due categorie come nel classismo "personale, istituzionale e culturale". È risaputo in sociolinguistica che il linguaggio meta-sociale abbonda di registri inferiori, quindi lo slang per varie classi o caste razziali.

## Posizioni strutturali
Schüssler Fiorenza descrive le "stratificazioni interdipendenti di genere, razza, classe, religione, eterosessualismo ed età" come posizioni strutturali assegnate alla nascita. Lei suggerisce che le persone ricoprano diverse posizioni e che le posizioni privilegiate diventino punti nodali attraverso i quali vengono vissute altre posizioni. Ad esempio, in un contesto in cui il genere è la posizione privilegiata primaria (ad esempio patriarcato, matriarcato), il genere diventa il punto nodale attraverso il quale vengono vissute la sessualità, la razza e la classe. In un contesto in cui la classe è la posizione privilegiata primaria (cioè il classismo), il genere e la razza vengono vissuti attraverso le dinamiche di classe. Fiorenza sottolinea che la kyriarchia non è un sistema gerarchico in quanto non si concentra su un punto di dominio. Viene invece descritto come un "sistema piramidale complesso" in cui coloro che si trovano alla base della piramide sperimentano il "pieno potere dell'oppressione kyriarcale". La kyriarchia è riconosciuta come lo status quo e quindi le sue strutture oppressive potrebbero non essere riconosciute.
Per mantenere questo sistema, la kyriarchia si basa sulla creazione di una classe, razza, genere o popolo servitore. La posizione di questa classe è rafforzata attraverso "l'educazione, la socializzazione, la violenza bruta e la razionalizzazione maschilista". Tēraudkalns suggerisce che queste strutture di oppressione sono autosostenute dall'oppressione interiorizzata; quelli con potere relativo tendono a rimanere al potere, mentre quelli senza tendono a rimanere privati dei diritti civili. Inoltre, le strutture di oppressione si amplificano e si alimentano a vicenda.
Negli Emirati Arabi Uniti, i lavoratori occidentali e i cittadini locali ricevono un trattamento migliore o sono preferiti.

## Rappresentazione mediatica
La discriminazione di classe può essere vista in molte diverse forme di media come programmi televisivi, film e social media. Il classismo è anche sistemico, e le sue implicazioni possono passare inosservate nei media consumati dalla società. La discriminazione di classe nei media mostra la conoscenza di ciò che le persone sentono e pensano riguardo al classismo. Quando si vede la discriminazione di classe nei film e nei programmi televisivi, le persone sono influenzate e credono che le cose stiano così nella vita reale, per qualunque classe venga mostrata. I bambini possono essere esposti alla discriminazione di classe attraverso i film, con un ampio bacino di film di categoria G (ossia "film per tutte le età") ad alto incasso che ritraggono il classismo in vari contesti. I bambini possono sviluppare pregiudizi in giovane età che modellano le loro convinzioni nel corso della loro vita, il che dimostrerebbe i problemi con la discriminazione di classe prevalenti nei media. I media hanno una grande influenza sul mondo di oggi, e qualcosa come il classismo può essere visto sotto molte luci diverse. I media svolgono un ruolo importante nel modo in cui vengono percepiti determinati gruppi di persone, il che può rendere più forti alcuni pregiudizi. Di solito, le persone a basso reddito vengono visualizzate dai media come sporche, prive di istruzione e buone maniere e senza casa. Le persone possono utilizzare i media per saperne di più sulle diverse classi sociali o utilizzare i media, come i social media, per influenzare gli altri su ciò in cui credono. In alcuni casi, le persone che appartengono a una classe sociale rappresentata negativamente dai media possono essere influenzate nella vita scolastica e sociale poiché "gli adolescenti cresciuti in povertà hanno riportato livelli più elevati di discriminazione, e più poveri erano gli adolescenti, più hanno subito discriminazioni".